# شاپرک‌های آتثمیا
شاپرک‌های آتثمیا(نام علمی: Atethmia) نام یک سرده از تیره شاپرکان جغدی است.